# 439 f.Kr.

## Händelser

### Efter plats

#### Grekland
- Eftersom perserna hjälper Samos tar det den atenska armén nio månader att framgångsrikt genomföra belägringen av Samos och tvinga samierna att kapitulera. Samos blir tributskyldigt till Aten.

#### Romerska republiken
- Spurius Maelius, en rik romersk plebej, försöker köpa folkets stöd med målet att göra sig själv till kung över Rom. Under den svåra hungersnöd, som drabbar staden, köper han upp ett stort lager säd och säljer det billigt till folket – vilket är första gången detta sker i Rom. Detta får den patriciske prefekten Lucius Minucius ("marknadsledare") att anklaga Maelius för att försöka ta över regeringen.
- Maelius kallas inför Cincinnatus (som återigen har blivit diktator över den Romerska republiken för att nedslå ett uppror bland plebejerna), men vägrar dyka upp. Kort därefter dödas Maelius av Gaius Servilius Ahala och hans hus bränns ner till grunden.